# زیردریایی اویسان (اس۶۲۳)
زیردریایی اویسان (اس۶۲۳) (به انگلیسی: French submarine Ouessant (S623)) یک زیردریایی بود که طول آن ۶۷ متر (۲۱۹ فوت ۱۰ اینچ) بود. این زیردریایی در سال ۱۹۷۸ ساخته شد.